# Владимир Митков
Владимир Митков е югославски политик и професор.

## Биография
Роден е на 20 октомври 1931 година в град Кавадарци. Завършва средното си образование в родния си град. През 1954 година завършва Юридическия факултет в Скопие, а през 1964 година защитава докторска степен. От 1960 година е асистент по конституционно право към Скопския университет, а пет години по-късно става доцент по обществено-политическа система на СФРЮ и комунална система на СФРЮ. От 1970 е извънреден, а от 1975 редовен професор. В периода 1974-1982 година е член на Изпълнителния съвет на СРМ. Между 1984 и 1986 година е председател на конституционния съд в Скопие. В периода 1986-1989 година е член на Председателството на СРМ, а от 26 април 1990 до 27 януари 1991 година и Председател на председателството.